# La Cava
La Cava és un barri de Deltebre situat al Delta de l'Ebre a la comarca del Baix Ebre. Des de l'any 1977 deixa de ser una pedania del municipi de Tortosa per a formar part del nou municipi de Deltebre, juntament amb Jesús i Maria.
La Cava és al centre del Delta de l'Ebre, delimitant al nord amb el canal de l'esquerra de l'Ebre i al sud amb el riu Ebre on podem trobar, a l'altra banda de riu, el municipi de Sant Jaume d'Enveja. A l'oest delimita amb el poble veí de Jesús i Maria, amb qui, juntament amb la Cava, delimita el nucli urbà de Deltebre.

## Història
El 1380 al Delta de l'Ebre només hi havia quatre focs i no consten habitants anteriors. El 1609 alguns àrabs expulsats es van refugiar en aquestes terres i van treballar l'arròs. Durant la segona meitat del segle xviii hi havia un poblat a la zona del Peregó, a mig camí entre Deltebre i l'Ampolla, del qual s'han trobat restes com la Curta o la capella del 1710 a la Masia del Bosc. D'aquesta època també hi havia la torre de l'Àngel Custodi, a la gola del riuet Fondo. Al 1900 el Delta tenia 2620 habitants, alguns dels quals acabarien marxant a França o Ginebra. Del 1927 al 1967 tenia un carrilet que l'unia amb Tortosa. L'any 1977 la Cava deixa de pertànyer a Tortosa i es realitza la segregació amb el naixement d'un nou municipi que inclou la Cava i Jesús i Maria (poble veí) i l'anomenen Deltebre.
El nom de la Cava deriva de l'any 1666, quan alguns propietaris que tenien finques seguint el riu per la zona del Bosc, Peregó, l'Arenal, Illa de Mar, etc., es van reunir per a cavar una séquia per evitar riuades: des del revolt que el riu feia enfront del que es deia Punta Grossa, girant cap al nord i anant a desembocar al Goleró i la Torre de l'Àngel (prop de l'actual platja de la Marquesa). Van construir la séquia des del revolt de la Punta Grossa fins al que en aquell moment era el Pantà (l'antic Port Fangós). A l'hivern següent, les primeres riuades, van fer que aquella séquia esdevingués la sortida principal del riu, i des d'aleshores, el riu que anava cap al nord es va anant rublint (reblint, tapant de terra), havent-se feta la Cava i desviant-se tot lo riu per ella.
A les eleccions municipals del 2011 es va presentar a Deltebre per primer cop el partit Unió del Poble de la Cava.

## Economia
La producció d'arròs és l'activitat agrícola més important, la construcció del canal de l'esquerra de l'Ebre va fer desenvolupar el conreu de l'arròs d'una manera notable, existeix una marca d'arròs 100% del Delta de l'Ebre que se'n diu Arròs La Cava entre d'altres. La construcció i el turisme rural són altres activitats que van guanyant terreny.

## Cultura
La festa major de la Cava s'organitza al mes d'agost coincidint amb Sant Roc, patró de l'església parroquial de Sant Miquel a la Cava. Els organitzadors i impulsors principals d'aquesta festa són el Club Deportiu La Cava, l'associació local de la dona de la Cava i la penya taurina «bous més que mai», tot amb el suport de l'Ajuntament Deltebre. Les dates d'aquesta festa coincideixen també amb les de la festa major de Deltebre. La festa gira al voltant dels bous. Cal destacar-ne el bou capllaçat, insígnia principal de la Festa Major. El ball típic és la jota ebrenca i la cançó per excel·lència «lo Carrilet de la Cava». Les especialitats gastronòmiques són la paella, l'anguila en suc, les paracotes, l'arròs col i fesols (calent) i els musclos.

## Entitats
- Club Deportiu La Cava